# Olaf IV di Norvegia
Olaf IV Haakonsson (Oslo, dicembre 1370 – Falsterbo, 3 agosto 1387) fu re di Danimarca come Olaf II e re di Norvegia come Olaf IV. Fu anche re di Svezia titolare come Olaf I, in opposizione ad Alberto di Meclemburgo.

## Biografia

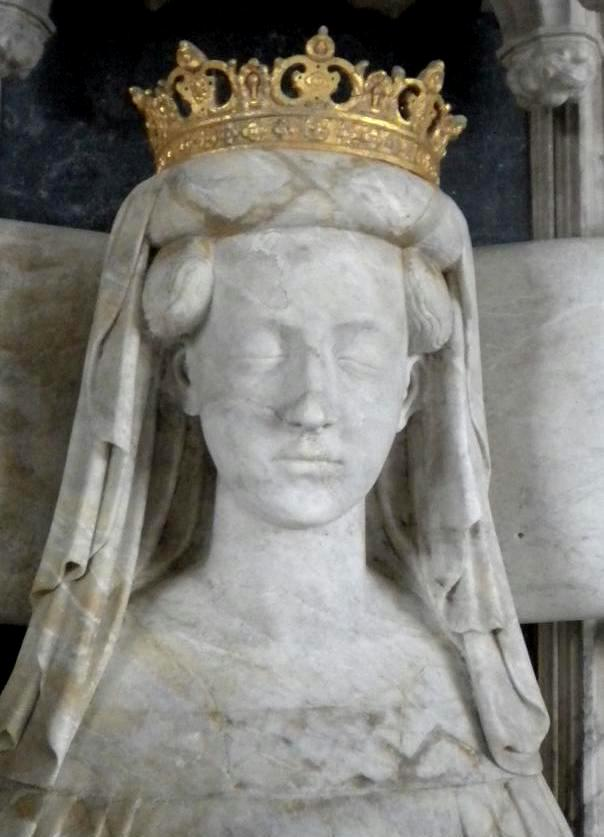
La regina Margherita I

Olaf era figlio di Haakon VI di Norvegia e di Margherita di Danimarca. Haakon era figlio di Re Magnus II di Svezia e Margherita era figlia di Re Valdemaro IV di Danimarca.
Dopo Olaf, nessun sovrano di Norvegia sarebbe più nato sul suolo norvegese per più di 550 anni, fino alla nascita del principe Harald nel 1937, attuale re. La sua morte segnò anche la fine della linea maschile della dinastia Folkung in Svezia.
Olaf ereditò il trono danese dalla madre (o meglio dall'avo Valdemaro IV) e quello norvegese dal padre.
Venne eletto formalmente come Re di Svezia nel 1385, data la sua giovanissima età, e sua madre lo sostituì sicuramente come reggente.
A causa della sua morte prematura, avvenuta a diciassette anni, nel 1387, la volitiva madre Margherita fu in grado di unire i tre regni scandinavi in unione personale sotto una sola corona, grazie all'Unione di Kalmar nel 1389.
Margherita, ormai unica sovrana regnante, fece tumulare il ragazzo nella Klosterkirke di Soro, accanto agli avi Valdemaro IV, Cristoforo I e la regina consorte Eufemia di Pomerania.

## Ascendenza
|                           |                            |                                | Genitori                         |  |  | Nonni |  |  | Bisnonni       |  |  | Trisnonni            |  |
|                           |                            |                                |                                  |  |  |       |  |  | Erik Magnusson |  |  | Magnus III di Svezia |  |
|                           |                            |                                |                                  |  |  |       |  |  | Erik Magnusson |  |  | Magnus III di Svezia |  |
|                           |                            | Helvig di Holstein             |                                  |  |  |       |  |  | Erik Magnusson |  |  |                      |  |
| Magnus IV di Svezia       |                            |                                |                                  |  |  |       |  |  | Erik Magnusson |  |  |                      |  |
|                           |                            | Ingeborg di Norvegia           | Haakon V di Norvegia             |  |  |       |  |  |                |  |  |                      |  |
|                           |                            | Ingeborg di Norvegia           | Haakon V di Norvegia             |  |  |       |  |  |                |  |  |                      |  |
|                           |                            | Ingeborg di Norvegia           | Eufemia di Rugia                 |  |  |       |  |  |                |  |  |                      |  |
| Haakon VI di Norvegia     |                            | Ingeborg di Norvegia           |                                  |  |  |       |  |  |                |  |  |                      |  |
|                           |                            | Giovanni I di Namur            | Guido di Dampierre               |  |  |       |  |  |                |  |  |                      |  |
|                           |                            | Giovanni I di Namur            | Guido di Dampierre               |  |  |       |  |  |                |  |  |                      |  |
|                           |                            | Giovanni I di Namur            | Isabella di Lussemburgo          |  |  |       |  |  |                |  |  |                      |  |
| Bianca di Namur           |                            | Giovanni I di Namur            |                                  |  |  |       |  |  |                |  |  |                      |  |
|                           |                            | Maria d'Artois                 | Filippo d'Artois                 |  |  |       |  |  |                |  |  |                      |  |
|                           |                            | Maria d'Artois                 | Filippo d'Artois                 |  |  |       |  |  |                |  |  |                      |  |
|                           |                            | Maria d'Artois                 | Bianca di Bretagna               |  |  |       |  |  |                |  |  |                      |  |
| Olaf IV di Norvegia       |                            | Maria d'Artois                 |                                  |  |  |       |  |  |                |  |  |                      |  |
|                           | Cristoforo II di Danimarca | Eric V di Danimarca            |                                  |  |  |       |  |  |                |  |  |                      |  |
|                           | Cristoforo II di Danimarca | Eric V di Danimarca            |                                  |  |  |       |  |  |                |  |  |                      |  |
|                           | Cristoforo II di Danimarca | Agnese di Brandeburgo          |                                  |  |  |       |  |  |                |  |  |                      |  |
| Valdemaro IV di Danimarca | Cristoforo II di Danimarca |                                |                                  |  |  |       |  |  |                |  |  |                      |  |
|                           |                            | Eufemia di Pomerania           | Boghislao IV di Pomerania        |  |  |       |  |  |                |  |  |                      |  |
|                           |                            | Eufemia di Pomerania           | Boghislao IV di Pomerania        |  |  |       |  |  |                |  |  |                      |  |
|                           |                            | Eufemia di Pomerania           | Margherita di Rügen              |  |  |       |  |  |                |  |  |                      |  |
| Margherita I di Danimarca |                            | Eufemia di Pomerania           |                                  |  |  |       |  |  |                |  |  |                      |  |
|                           |                            | Eric II di Schleswig           | Valdemaro IV di Schleswig        |  |  |       |  |  |                |  |  |                      |  |
|                           |                            | Eric II di Schleswig           | Valdemaro IV di Schleswig        |  |  |       |  |  |                |  |  |                      |  |
|                           |                            | Eric II di Schleswig           | Elisabetta di Sassonia-Lauenburg |  |  |       |  |  |                |  |  |                      |  |
| Edvige di Schleswig       |                            | Eric II di Schleswig           |                                  |  |  |       |  |  |                |  |  |                      |  |
|                           |                            | Adelaide di Holstein-Rendsburg | Enrico I di Holstein-Rendsburg   |  |  |       |  |  |                |  |  |                      |  |
|                           |                            | Adelaide di Holstein-Rendsburg | Enrico I di Holstein-Rendsburg   |  |  |       |  |  |                |  |  |                      |  |
|                           |                            | Adelaide di Holstein-Rendsburg | Heilwig di Bronkhorst            |  |  |       |  |  |                |  |  |                      |  |
|                           |                            | Adelaide di Holstein-Rendsburg |                                  |  |  |       |  |  |                |  |  |                      |  |